# Anelamento

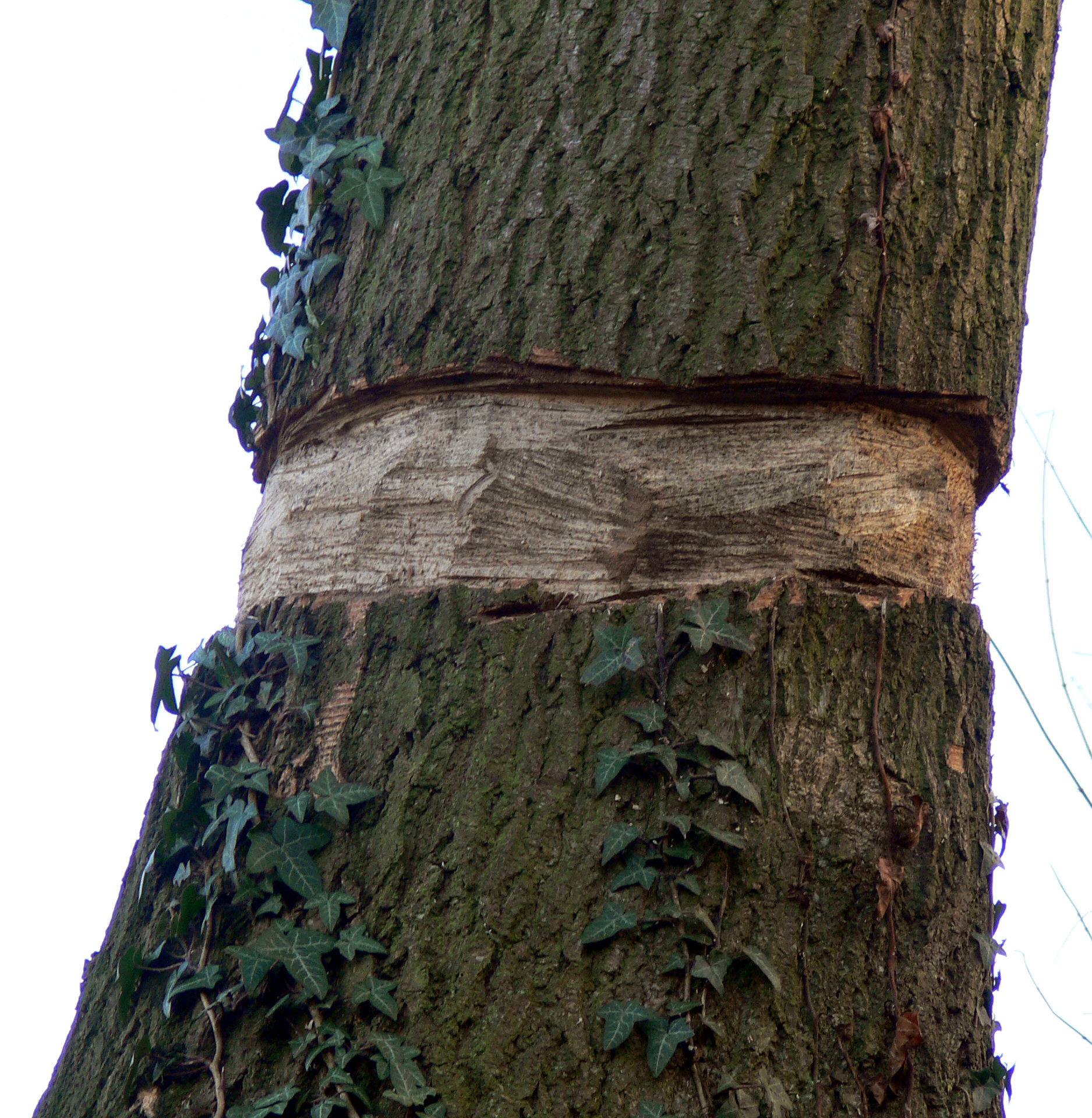
Anelamento em Lille, norte da França

Anelamento, também chamado de anel latido, é a remoção completa da casca (consistindo em câmbio de cortiça ou "felogênio", floema, câmbio e às vezes entrando no xilema) de toda a circunferência de um galho ou tronco de uma planta lenhosa. O anelamento resulta na morte da área acima do cinto ao longo do tempo. Um galho completamente cingido falhará e quando o tronco principal de uma árvore for cingido, a árvore inteira morrerá, se não puder crescer novamente de cima para cobrir a ferida. As práticas humanas de anelamento incluem silvicultura, horticultura e vandalismo. Os silvicultores usam a prática do anelamento para desbastar as florestas. Animais como roedores circundam as árvores alimentando-se da casca externa, geralmente durante o inverno sob a neve. O anelamento também pode ser causado por mamíferos herbívoros que se alimentam de cascas de plantas e por pássaros e insetos, os quais podem efetivamente cercar uma árvore perfurando fileiras de buracos adjacentes.
Os pomares usam o anelamento como técnica cultural para produzir frutos maiores ou para dar frutos. Na vinicultura (cultivo da uva), a técnica também é chamada de cinturização.

## Horticultura

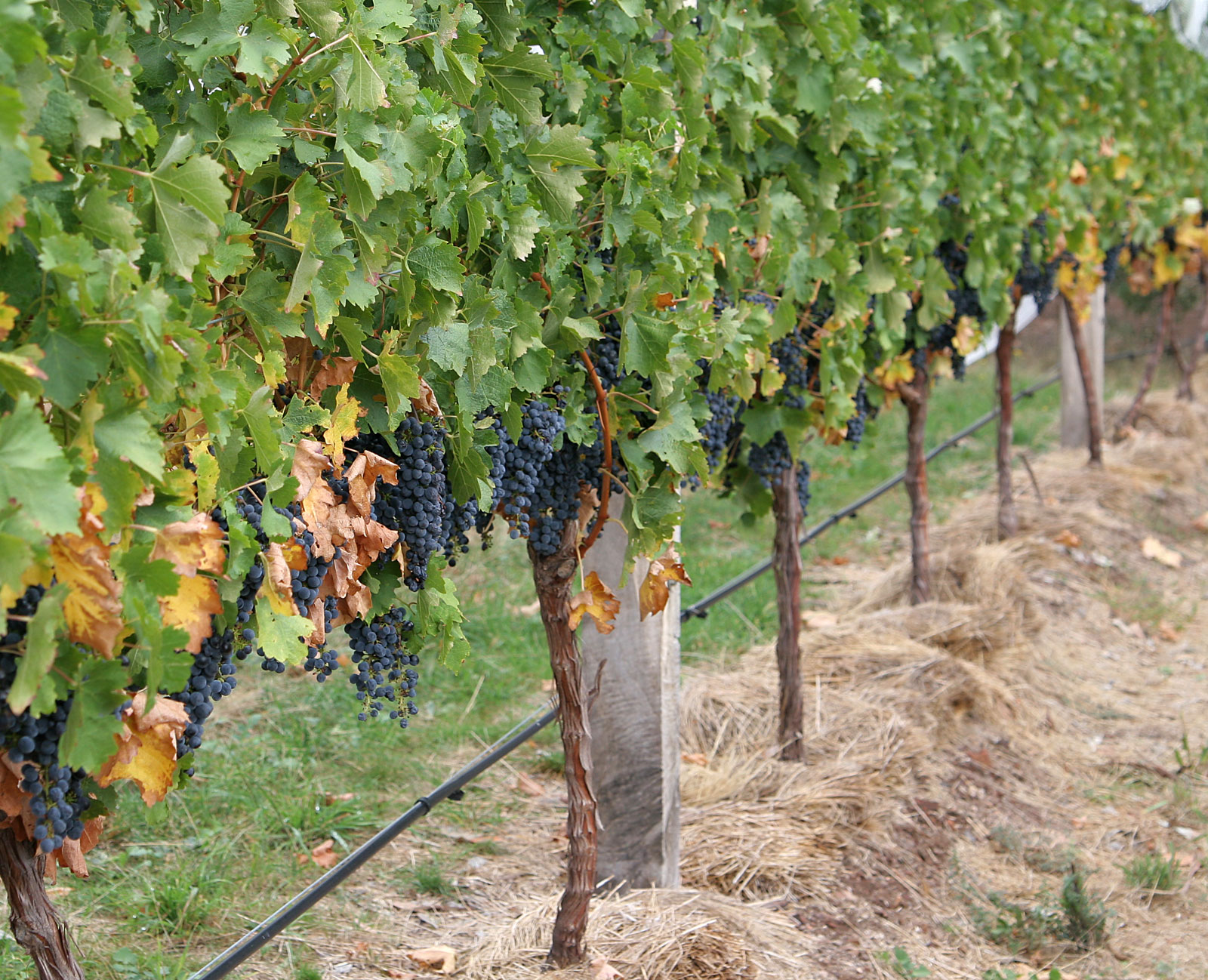
Videiras e suas copas

O anelamento também é usado como uma técnica para forçar uma planta frutífera a produzir frutos maiores. Um agricultor colocaria uma cinta (remoção de casca) na base de um galho grande ou no tronco. Assim, todos os açúcares fabricados pelas folhas não têm sumidouros, mas o fruto, que cresce acima do tamanho normal. Para as uvas, o anelamento ou cinturão é usado para tornar as uvas grandes e mais doces no dossel da uva e são vendidas como uvas aneladas. A floração e a frutificação são um problema em algumas árvores; anelamento pode melhorar o rendimento da mesma forma. O "dano" causado pelo anelamento restringe o movimento de nutrientes para as raízes, assim os carboidratos produzidos nas folhas não vão para as raízes para armazenamento. O anelamento interrompe temporariamente o crescimento das árvores. A poda de raízes, uma antiga prática asiática, e outros danos controlados, como pregar pregos no tronco ou bater nos galhos e no tronco, produzem resultados semelhantes ao anelamento. O anelamento é comumente usado em uva, abacate, maçã, lichia, manga, frutas cítricas e outras árvores. Normalmente, o anelamento é feito apenas em árvores saudáveis que não produziram bem no ano anterior. Deve-se ter cuidado para não danificar o alburno que pode matar a árvore ou a videira. As árvores normalmente curam em quatro a cinco semanas após a cintura. Pintar o corte pode proteger contra fungos e pragas.